# Teresa Orlowski
Teresa Orlowski, pseudonimo di Teresa Orłowska (Breslavia, 29 luglio 1953), è una produttrice cinematografica ed ex attrice pornografica polacca, una delle più note pornostar europee degli anni '80.
È considerata la prima vera pornostar tedesca, nonostante le sue origini polacche.

## Biografia

### Origini
Nata a Breslavia, è cresciuta a Dębica, vicino Tarnów.  Diventata assistente veterinaria, nel 1979 è arrivata nella Germania occidentale, dove ha iniziato a lavorare in discoteca a Wattenscheid e poi in un bar nella Stazione di Duisburg Centrale.

### Carriera
Ha debuttato nel 1983 nel film Foxy Lady, diretto dall'allora marito Hans Moser. Ha recitato in due primi esempi di pornografia interattiva, Mopsparade (1994) e Teresa O. The CD-ROM edition (1995). Insieme al marito, ha fondato la società di produzione per adulti con sede ad Hannover "VTO" (Verlag Teresa Orlowski / Video Teresa Orlowski) che fallirà però dopo pochi anni. Ritiratasi dal mondo delle luci rosse, si è trasferita a Marbella.
Teresa Orlowski è apparsa nel videoclip di Bitte, bitte, canzone del gruppo Die Ärzte, nel 1989.

## Vita privata
Nel 1982 ha sposato il fotografo e regista pornografico Hans Moser.

## Omaggi
- Nel 1986 Larry Bonville ha registrato la canzone Fire Inside, dedicandola a Teresa Orlowski[10].

## Filmografia
- 1984 - Foxy Lady
- 1984 - Foxy Lady 2
- 1985 - Le Follie di Teresa
- 1985 - Verbotene Last
- 1985 - Foxy Lady 3
- 1986 - Foxy lady 4
- 1986 - Lust Letters
- 1986 - Foxy Lady 5
- 1987 - Foxy Lady 6
- 1987 - Nata per amare
- 1987 - Nata per amare 2
- 1987 - Foxy Lady 8
- 1987 - Il diario di Desirè
- 1987 - Lady Domina
- 1987 - Foxy Lady 9
- 1988 - Foxy Lady 10
- 1988 - Foxy Lady 11
- 1988 - Foxy lady 12
- 1991 - Io sono Sibilla
- 1992 - La vita intima di Teresa Orlowski